# OK Not to Be OK
«OK Not to Be OK» es una canción del productor musical Marshmello en colaboración con Demi Lovato. Fue lanzada el 10 de septiembre del 2020 a través de las compañías musicales Island Records y Joytime Collective en formato digital y streaming; la fecha elegida coincide con la celebración del Día Mundial para la Prevención del Suicidio, temática que se ve reflejada tanto en la letra de la canción así como también en el vídeo musical, el cual fue dirigido por Hannah Lux Davis. La composición lírica presenta un fuerte mensaje de fortaleza y solidaridad con el otro, así como de entendimiento y concientización, acompañado por un sonido electrónico característico del productor.
La canción fue anunciada a través del Twitter de Marshmello con un video donde presentan el tema; por otro lado, como parte de la promoción lanzaron un sitio web que presenta un estilo noventoso y refleja los principios de la interfaz de Internet con colores altamente saturados; en la misma se ofrece, entre otras cosas, información sobre la prevención del suicidio y novedades acerca de la temática. Paralelamente pusieron a la venta distintos diseños de ropa con el fin de donarlos al movimiento social Hope For The Day.  Por otro lado, ambos artistas optaron por interpretar la canción en el festival Save Our Stage Fest de 2020, un recital benéfico con múltiples artistas invitados.

## Antecedentes y promoción
La canción fue anticipada múltiples veces a través de las distintas redes sociales de Marshmello; previo a su lanzamiento, en julio de 2020, el productor estuvo interactuando como suele hacerlo con los usuarios y le puso me gusta a distintos tuits confirmando así el nombre del tema, además de subir una imagen en Instagram que decía "¿Hola?, ¿Demi?", la cual sería borrada momentos más tarde. Unas semanas luego, el 4 de septiembre, ambos artistas anunciaron oficialmente la colaboración; Marshmello posteó un video de él deslizando la pantalla a través de la página de inicio de su Twitter, leyendo tuits graciosos y memes que los seguidores le enviaron con el fin de que diga algo sobre la canción. 
Demi por su parte citó dicho video en sus redes y publicó un enlace que llevaba a una página dónde se podía ver la portada del tema y distintas opciones interactivas como preguntas, música, juegos como el buscaminas, así como también su parte pedagógica con información sobre el suicidio y la prevención del mismo. Esto se da en un contexto donde la cantante está abocada en The Mental Health Fund, un proyecto impulsado por ella que apoya a las organizaciones dedicadas a ofrecer asesoramiento en caso de crisis durante la pandemia. Al respecto, la cantante se pronunció y sus palabras se ven reflejadas en la letra de la canción:

«A veces te sientes realmente solo y no sabes a quién recurrir o con quién hablar. Tienes miedo de que estos pensamientos que tienes sean demasiado oscuros y necesitas orientación. Ahí es donde entra esto. Puede proporcionar ayuda a las personas que están luchando. Pedir ayuda no es un signo de debilidad. Es una señal de fortaleza. Muchas veces nuestra sociedad nos dice que si pedimos ayuda, somos débiles. Pero lo más fuerte que alguien puede hacer es dar el primer paso para obtener ayuda, sea cual sea la forma».

Por su parte, Marshmello publicó el siguiente mensaje enlazado con el vídeo: «La prevención del suicidio comienza con una conversación que no estamos teniendo con nuestra salud muntal, a causa del estigma. El primer paso es romper ese silencio, disipar los estigmas del miedo, juicio y vergüenza sobre nuestras experiencias internas. Lo logramos proclamando que #éstabiennoestarbien». Cabe destacar que no es la primera vez que ambos colaboran, ya que en 2017 grabaron una canción llamada «Love Don't Let Me Go», la cual fue registrada en la Sociedad Estadounidense de Compositores, Autores y Editores (ASCAP) con créditos de ambos, pero nunca fue lanzada oficialmente. Lanzaron un remix hecho por Duke & Jones el 2 de octubre de 2020 acompañadas de nuevas visuales.
Días después del lanzamiento en las plataformas digitales, Lovato y Marshmello participaron de un transmisión en directo con formato de pregunta-respuesta donde hablaron de la composición e ideación del tema. El 16 de octubre de 2020 ambos artistas interpretaron la canción por primera vez en vivo, a través de un directo organizado en el contexto del festival benéfico Save Our Stages 2020 (#SOSFest). Al ser a través de Internet, el show fue sin público, y la locación elegida fue el bar Troubadour, que se encuentra en West Hollywood.

## Vídeo musical
En agosto del 2020 ambos artistas fueron vistos en distintas locaciones filmando un video. Se confirmó luego que la dirección estaría a cargo de Hannah Lux Davis, quien previamente había trabajado múltiples veces con Demi Lovato.
El video tiene lugar en un vecindario donde Lovato y Marshmello despiertan cada uno en sus habitaciones. Conforme avanza el video ambos empiezan a ver en el espejo a sus versiones más jóvenes y tratan de alcanzarlos; la directora juega intercalando imágenes similares de ambos artistas en sus dos versiones, hasta que al final aparecen juntos para cerrar el video con un mensaje de prevención e información sobre el suicidio. Otro video fue lanzado para acompañar el remix de Duke & Jones el 2 de octubre de 2020.

## Créditos
Créditos en la composición y producción de «OK Not to be OK» de acuerdo con Tidal.
- Marshmello – producción, teclados, grabación
- Demi Lovato – escritora, cantante
- Gregory Hein – escritor
- James Gutch – escritor
- James Nicholas Bailey – escritor
- Mitch Allan – ingeniería de audio, producción vocal
- Michelle Mancini – masterización
- Manny Marroquin – mezcla

## Posicionamiento en listas

### Semanales
| País (2020)                                 | Posición |
| ------------------------------------------- | -------- |
| Australia (ARIA)                            | 47       |
| Bélgica (Flandes) (Ultratip Bubbling Under) | 1        |
| Canadá (Canadian Hot 100)                   | 41       |
| Croacia(HRT)                                | 23       |
| Global 200 (Billboard)                      | 32       |
| Grecia (IFPI)                               | 91       |
| Hungría (Single Top 40)                     | 20       |
| Japan Hot Overseas (Billboard)              | 17       |
| Lituania (AGATA)                            | 56       |
| New Zealand Hot Singles (RMNZ)              | 4        |
| Portugal (AFP)                              | 109      |
| Escocia (Scottish Singles Sales Chart)      | 27       |
| Suecia (Sverigetopplistan)                  | 72       |
| Suiza (Schweizer Hitparade)                 | 51       |
| Reino Unido (UK Singles Chart)              | 42       |
| Estados Unidos (Billboard Hot 100)          | 36       |
| Estados Unidos (Adult Contemporary)         | 29       |
| Estados Unidos (Adult Top 40)               | 20       |
| Estados Unidos (Mainstream Top 40)          | 22       |
| US Rolling Stone Top 100                    | 22       |
| Top 100 Venezuela (Record Report)           | 46       |

## Historial de lanzamiento
| Región         | Fecha                    | Formato(s)                 | Versión(es)        | Discográfica(s)           | Ref.   |
| -------------- | ------------------------ | -------------------------- | ------------------ | ------------------------- | ------ |
| Varios         | 10 de septiembre de 2020 | Descarga digital Streaming | Original           | Island Joytime Collective | [ 42 ] |
| Australia      | 11 de septiembre de 2020 | Contemporary hit radio     | Original           | Universal                 | [ 43 ] |
| Italia         | 14 de septiembre de 2020 | Contemporary hit radio     | Original           | Universal                 | [ 44 ] |
| Estados Unidos | 15 de septiembre de 2020 | Contemporary hit radio     | Original           | Island Republic Records   | [ 45 ] |
| Reino Unido    | 18 de septiembre de 2020 | Contemporary hit radio     | Original           | Universal                 | [ 46 ] |
| Reino Unido    | 19 de septiembre de 2020 | Adult contemporary         | Original           | Universal                 | [ 47 ] |
| Varios         | 2 de octubre de 2020     | Descarga digital Streaming | Duke & Jones Remix | Island Joytime Collective | [ 48 ] |